# Liste des députés européens de France de la 4e législature

Cet article présente la liste des députés européens de France de la IVe législature, élus lors des élections européennes de 1994. Leur mandat débute le 19 juillet 1994 et se termine le 19 juillet 1999.

## Députés européens élus en 1994
| Nom                       | Parti                              | Groupe parlementaire européen |
| ------------------------- | ---------------------------------- | ----------------------------- |
| Sylviane Ainardi          | Parti communiste français          | GUE                           |
| Bernard Antony            | Front national                     | NI                            |
| Jean Baggioni             | Rassemblement pour la République   | RDE                           |
| Dominique Baudis          | Union pour la démocratie française | PPE                           |
| Pervenche Berès           | Parti socialiste                   | PSE                           |
| Pierre Bernard-Reymond    | Union pour la démocratie française | PPE                           |
| François Bernardini       | Parti socialiste                   | PSE                           |
| Georges Berthu            | Mouvement pour la France           | EDN                           |
| Yvan Blot                 | Front national                     | NI                            |
| Jean-Louis Bourlanges     | Union pour la démocratie française | PPE                           |
| Frédérique Bredin         | Parti socialiste                   | PSE                           |
| Christian Cabrol          | Rassemblement pour la République   | RDE                           |
| Hélène Carrère d'Encausse | Rassemblement pour la République   | RDE                           |
| Gérard Caudron            | Parti socialiste                   | PSE                           |
| Raymond Chesa             | Rassemblement pour la République   | RDE                           |
| Jean-Pierre Cot           | Parti socialiste                   | PSE                           |
| Gérard d'Aboville         | Rassemblement pour la République   | RDE                           |
| Danielle Darras           | Parti socialiste                   | PSE                           |
| Michel Dary               | Mouvement des radicaux de gauche   | ARE                           |
| Georges de Brémond d'Ars  | Union pour la démocratie française | PPE                           |
| Charles de Gaulle         | Mouvement pour la France           | EDN                           |
| Marie-France de Rose      | Mouvement pour la France           | EDN                           |
| Philippe de Villiers      | Mouvement pour la France           | EDN                           |
| Blaise Aldo               | Rassemblement pour la République   | RDE                           |
| Christine Mustin-Mayer    | Mouvement des Radicaux de Gauche   | ARE                           |
| Jean-Pierre Bazin         | Rassemblement pour la République   | RDE                           |
| Jean-Pierre Bébéar        | Union pour la démocratie française | PPE                           |
| Bernard Castagnède        | Mouvement des radicaux de gauche   | ARE                           |
| Francis Decourrière       | Union pour la démocratie française | PPE                           |
| Jean-Claude Pasty         | Rassemblement pour la République   | EDN                           |
| Anne-Marie Schaffner      | Rassemblement pour la République   | EDN                           |
| Jacques Donnay            | Rassemblement pour la République   | RDE                           |
| Alain Pompidou            | Rassemblement pour la République   | RDE                           |
| Christian Jacob           | Rassemblement pour la République   | RDE                           |
| Mireille Elmalan          | Parti communiste français          | GUE                           |
| Hervé Fabre-Aubrespy      | Mouvement pour la France           | EDN                           |
| Nicole Fontaine           | Union pour la démocratie française | PPE                           |
| Antoinette Fouque         | Mouvement des Radicaux de Gauche   | ARE                           |
| Yves Galland              | Union pour la démocratie française | ELDR                          |
| James Goldsmith           | Mouvement pour la France           | EDN                           |
| Bruno Gollnisch           | Front national                     | NI                            |
| Françoise Grossetête      | Union pour la démocratie française | PPE                           |
| Élisabeth Guigou          | Parti socialiste                   | PSE                           |
| Armelle Guinebertière     | Rassemblement pour la République   | RDE                           |
| Marie-Thérèse Hermange    | Rassemblement pour la République   | RDE                           |
| Robert Hersant            | Union pour la démocratie française | PPE                           |
| Philippe Herzog           | Parti communiste français          | GUE                           |
| Francis Wurtz             | Parti communiste français          | GUE                           |
| Gisèle Moreau             | Parti communiste français          | GUE                           |
| René Piquet               | Parti communiste français          | GUE                           |
| Aline Pailler             | Parti communiste français          | GUE                           |
| Jean-Marie Le Pen         | Front national                     | NI                            |
| Bruno Mégret              | Front national                     | NI                            |
| Jean-Claude Martinez      | Front national                     | NI                            |
| Carl Lang                 | Front national                     | NI                            |
| Marie-France Stirbois     | Front national                     | NI                            |
| Jean-Marie Le Chevallier  | Front national                     | NI                            |
| Fernand Le Rachinel       | Front national                     | NI                            |
| Jean-Yves Le Gallou       | Front national                     | NI                            |
| Bernard Tapie             | Mouvement des radicaux de gauche   | ARE                           |
| Jean-François Hory        | Mouvement des radicaux de gauche   | ARE                           |
| Catherine Lalumière       | Mouvement des radicaux de gauche   | ARE                           |
| Christiane Taubira        | Mouvement des radicaux de gauche   | ARE                           |
| Noël Mamère               | Convergences écologie solidarité   | ARE                           |
| André Sainjon             | Mouvement des radicaux de gauche   | ARE                           |
| Odile Leperre-Verrier     | Mouvement des radicaux de gauche   | ARE                           |
| Pierre Pradier            | Mouvement des radicaux de gauche   | ARE                           |
| Dominique Saint-Pierre    | Mouvement des radicaux de gauche   | ARE                           |
| Michel Rocard             | Parti socialiste                   | PSE                           |
| Catherine Trautmann       | Parti socialiste                   | PSE                           |
| Bernard Kouchner          | indépendant                        | PSE                           |
| André Laignel             | Parti socialiste                   | PSE                           |
| Nicole Péry               | Parti socialiste                   | PSE                           |
| Jack Lang                 | Parti socialiste                   | PSE                           |
| Pierre Moscovici          | Parti socialiste                   | PSE                           |
| Michèle Lindeperg         | Parti socialiste                   | PSE                           |
| Thierry Jean-Pierre       | Mouvement pour la France           | EDN                           |
| Philippe Martin           | Mouvement pour la France           | EDN                           |
| Édouard des Places        | Mouvement pour la France           | EDN                           |
| Dominique Souchet         | Mouvement pour la France           | EDN                           |
| Anne-Christine Poisson    | Mouvement pour la France           | EDN                           |
| Frédéric Striby           | Mouvement pour la France           | EDN                           |
| Françoise Seillier        | Mouvement pour la France           | EDN                           |
| Jean-Pierre Raffarin      | Union pour la démocratie française | PPE                           |
| Yves Verwaerde            | Union pour la démocratie française | PPE                           |
| Bernard Stasi             | Union pour la démocratie française | PPE                           |
| André Soulier             | Union pour la démocratie française | PPE                           |

## Entrants et sortants
| Entrant                      | Parti | Groupe  | En remplacement de   | Date              | Motif                            |
| ---------------------------- | ----- | ------- | -------------------- | ----------------- | -------------------------------- |
| Jean-Thomas Nordmann         | UDF   | ELDR    | Yves Galland         | 19 mai 1995       |                                  |
| Jean-Antoine Giansily        | CNI   | UPE     | Jean-Pierre Raffarin | 19 mai 1995       |                                  |
| André Fourçans               | UDF   | PPE     | Robert Hersant       | 22 avril 1996     |                                  |
| Marie-Arlette Carlotti       | PS    | PSE     | Frédérique Bredin    | 20 juillet 1996   |                                  |
| Michel Scarbonchi            | MRG   | ARE     | Bernard Tapie        | 5 février 1997    |                                  |
| Jean Querbes                 | PCF   | GUE/NGL | René Piquet          | 1er mai 1997      |                                  |
| Georges Garot                | PS    | PSE     | Catherine Trautmann  | 6 juin 1997       |                                  |
| Olivier Duhamel              | PS    | PSE     | Bernard Kouchner     | 6 juin 1997       |                                  |
| Marie-Noëlle Lienemann       | PS    | PSE     | Pierre Moscovici     | 6 juin 1997       |                                  |
| Jean-Louis Cottigny          | PS    | PSE     | Élisabeth Guigou     | 6 juin 1997       |                                  |
| Éric Pinel                   | MPF   | I-EDN   | Philippe de Villiers | 17 juin 1997      | élection à l'Assemblée nationale |
| Marie-José Denys             | PS    | PSE     | Nicole Péry          | 17 juillet 1997   |                                  |
| Henri Weber                  | PS    | PSE     | Jack Lang            | 2 août 1997       |                                  |
| Pierre Lataillade            | RPR   | UPE     | Christian Jacob      | 2 septembre 1997  |                                  |
| Marie-Thérèse Mutin          | PS    | PSE     | Henri Weber          | 18 septembre 1997 |                                  |
| Roger Karoutchi              | RPR   | UPE     | Dominique Baudis     | 3 octobre 1997    |                                  |
| Bernard Lehideux             | UDF   | PPE     | Bernard Stasi        | 3 octobre 1997    |                                  |
| Henri de Lassus Saint-Geniès | MRG   | ARE     | Noël Mamère          | 13 août 1998      |                                  |
| Stéphane Buffetaut           | MPF   | I-EDN   | James Goldsmith      | 20 juillet 1997   |                                  |

## Changement d'affiliation
- En 1995, le groupe de la Gauche unitaire européenne est devenu la Gauche unitaire européenne/Gauche verte nordique (GUE/NGL).
- En juillet 1995, le Rassemblement des démocrates européens, au sein duquel siègent les élus du RPR, fusionnent avec Forza Europa pour former l'Union pour l'Europe.
- En décembre 1996, Philippe de Villiers, James Goldsmith, Charles de Gaulle, Thierry Jean-Pierre, Françoise Seillier, Georges Berthu, Hervé Fabre-Aubrespy, Dominique Souchet, Frédéric Striby, Édouard des Places, Raymond Chesa, auparavant membres du Groupe pour l'Europe des nations deviennent membres du groupe Indépendants pour l'Europe des nations.

| Membre                 | Parti                                  | Parti       | Groupe | Groupe  | Date              |
| Membre                 | Ancien                                 | Nouveau     | Ancien | Nouveau | Date              |
| ---------------------- | -------------------------------------- | ----------- | ------ | ------- | ----------------- |
| Philippe Martin        | MPF                                    | RPR         | EDN    | UPE     | 15 avril 1996     |
| Antoinette Fouque      | MRG                                    | MRG         | ARE    | PSE     | 17 juillet 1996   |
| Anne-Christine Poisson | MPF                                    | ind.        | EDN    | UPE     | 1er novembre 1996 |
| Noël Mamère            | Convergences écologie solidarité (CES) | Les Verts   | ARE    | Verts   | 31 décembre 1996  |
| Bernard Kouchner       | indépendant                            | indépendant | PSE    | ARE     | 1er janvier 1997  |
| Éric Pinel             | MPF                                    | MPF         | I-EDN  | NI      | 13 mai 1998       |
| Thierry Jean-Pierre    | MPF                                    | DL          | I-EDN  | PPE     | 19 novembre 1998  |
| Marie-France de Rose   | MPF                                    | DL          | I-EDN  | PPE     | 2 décembre 1998   |
| Raymond Chesa          | RPR                                    | RPR         | UPE    | I-EDN   | 29 décembre 1998  |